# ゲァハルト・レームブルッフ
ゲァハルト・レームブルッフ（Gerhard Lehmbruch, 1928年4月15日 - ）は、ドイツの政治学者。
プロイセン王国のケーニヒスベルクに生まれ、ベルリン、テュービンゲン、ゲッティンゲン、バーゼル、パリで神学、哲学、政治学、社会学を学び、テュービンゲン大学で博士号および教授資格取得。ハイデルベルク大学にて教えた後、1973年にテュービンゲン大学へ教授として招聘された。その後、1978年にコンスタンツ大学へ招聘され、1996年に退官。

## 著書
- Ph. C. シュミッター・G. レームブルッフ編『現代コーポラティズム1――団体統合主義の政治とその理論』山口定監訳、高橋進・辻中豊・坪郷実共訳、木鐸社、1984年／1997年
- Ph. C. シュミッター・G. レームブルッフ編『現代コーポラティズム2――先進諸国の比較分析』山口定監訳、高橋進・辻中豊・藪野祐三・阪野智一・河越弘明訳、木鐸社、1986年／1997年
- G．レームブルッフ、J．ブロンデル、H．ダールダーほか『西欧比較政治――データ／キーワード／リーディングス』加藤秀治郎編、一藝社、2002年／第2版2004年
- ゲルハルト・レームブルッフ『ヨーロッパ比較政治発展論』平島健司編訳、東京大学出版会、2004年